# 2021年喀布尔国际机场撤离行动
2021年喀布尔国际机场撤离行动，是塔利班发动的夏季攻势包围了阿富汗首都喀布尔，塔利班在同年8月中喀布尔战役迅速获得胜利后，美国与多个北约成員自同月15日起于喀布尔国际机场展开的撤离本国公民和阿富汗人民的大规模非战斗人员撤离行动。

## 背景

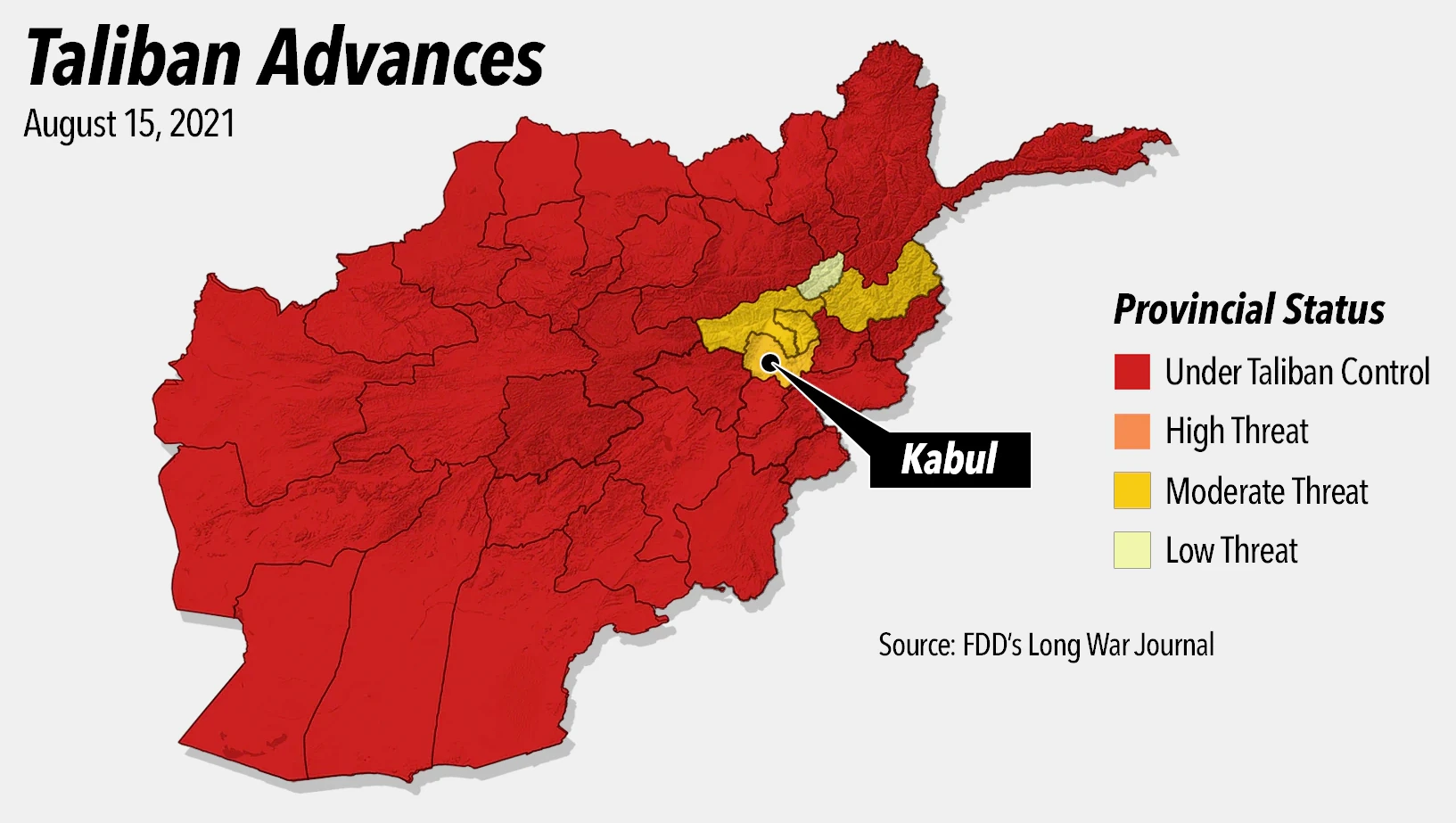
塔利班在夏季攻势中，截止8月15日在阿富汗地图上取得的进展

2021年4月14日，美国总统乔·拜登宣布美军将从5月1日至9月11日撤出阿富汗，结束美国历史上持续时间最长的战争，这是美国和塔利班早前商定的5月1日撤军期限的延长。
5月4日，塔利班武装分子对赫尔曼德省南部的阿富汗军队发动重大攻势，还袭击了至少6个其他省份。
5月11日，随着全国各地的暴力活动加剧，塔利班占领了首都喀布尔外的尼拉克区。 
6月7日，美国政府高级官员表示，阿富汗的战斗持续恶化，在34个省中有26个省的战斗正在激烈进行。
6月22日，塔利班武装分子在阿富汗北部发动了一系列袭击，成功占领阿富汗370个地区中的50多个。
7月2日，美国军队悄悄撤出在阿富汗的主要军事基地「巴格拉姆空军基地」，象徵着美国正式结束对阿富汗战争的介入。
7月21日，美国高级将领马克·米利称，塔利班控制了阿富汗大约一半的地区。
7月25日，美国誓言「在未来几周内」继续支援阿富汗军队，对塔利班发起空袭。
8月6日，阿富汗南部的扎兰季成为第一个落入塔利班手里的省会。
8月9日后，塔利班攻陷战略重镇昆都士市。
8月13日，阿富汗一天之内又有4个省会城市被攻陷，包括第2大城市和塔利班的精神家园坎大哈。在西部，另一个重要城市赫拉特市被占领，阿富汗资深指挥官穆罕默德·伊斯梅尔·汗（Mohammad Ismail Khan）被俘虏。
8月14日，塔利班攻占北部主要城市马扎里沙里夫，并在几乎没有抵抗的情况下攻占喀布尔以南仅70公里的洛加尔省首府佩爾埃阿林。
8月15日，塔利班在没有战斗的情况下占领了东部重要城市贾拉拉巴德，有效地包围了喀布尔。塔利班也接管了与巴基斯坦边境的哨所，使得喀布尔机场成为政府控制而且可以离开阿富汗的唯一途径。

## 措施

### 机场安保

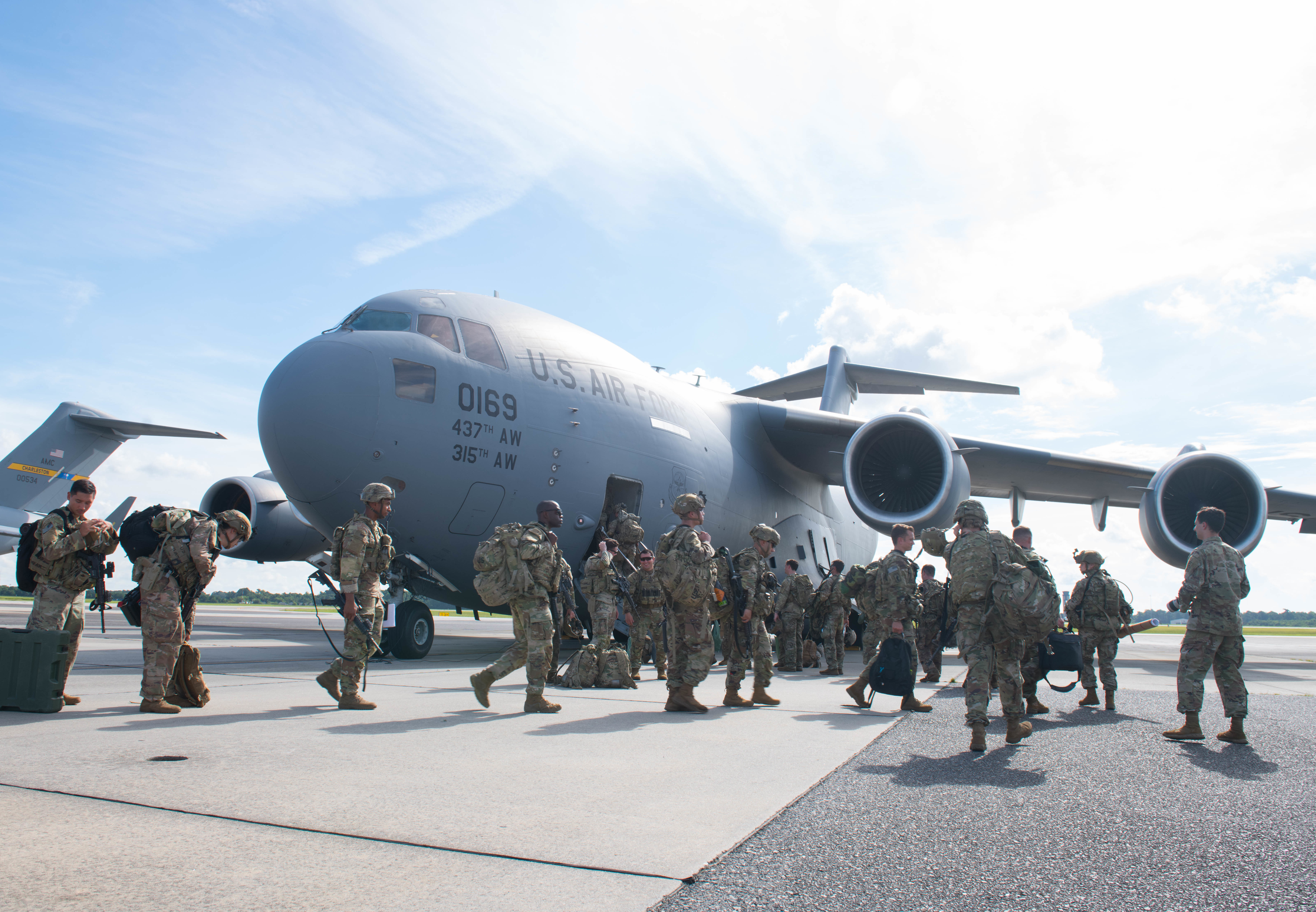
2021年8月14日，美国82空降师的士兵在南卡罗来纳州的查尔斯顿联合基地登上波音C-17环球霸王III运输机准备前往阿富汗

美国总统拜登4月宣布将结束美国对阿富汗战争的参与时，美国驻阿富汗的军人数字已经下降到不到1,000人，除了约650人员之外，原计划在8月底前离开；这650人负责留下来帮助保护美国的外交机构，包括在喀布尔机场提供飞机和防御性武器。美国早期有1,000名士兵在喀布尔协助撤军，但美国政府官员很快判断人数不够。当塔利班接近阿富汗首都郊区时，一支海军陆战队特遣队的3,000名部队抵达喀布尔，以确保美国大使馆人员和阿富汗盟友的空运。
8月14日，美国总统拜登额外批准增派1,000名士兵，由美国国务院协助缩编的美國陸軍第82空降師的主力营，使总人数达到5,000人。
8月17日，美国五角大楼表示将派遣第82空降師现任指挥官、特种作战军官克里斯托弗·多诺霍陆军少将负责指挥机场的安全行动，另增援至6,000人参与保护机场。在撤离任务高峰期间，美军约有5,800人。
在英国跟随北约部队撤出阿富汗后，英国驻阿富汗的军人数字只有100人。在8月塔利班迅速推进，对阿富汗安全的局势造成日益严峻后，英国已经撤离驻阿富汗大使馆的大部分人员，但保留一个有限的团体管理。作为执行皮艇行動的一部分，英國國防部在8月12日宣布增加至600名兵士，为滞留在阿富汗的英国国民的撤离工作提供保护和后勤支持。
8月16日，英国国防部宣布，将向阿富汗派遣英国陆军第16空中突击旅的200名英国士兵，使总数达到900人。
作为国际安全援助部队（ISAF）的一部分，土耳其与阿塞拜疆为机场提供安全和保障关键基础设施服务。土耳其有600名士兵在当地为这一目标而工作。阿塞拜疆则提供了一支120名士兵的分遣队，附属于土耳其营，共同执行确保阿富汗喀布尔国际机场安全的任务。
北大西洋公约组织、加拿大、澳洲皆有派员在机场参与撤侨工作。

### 航空措施

#### 航空管理局措施
2021年7月27日，美国联邦航空管理局（FAA）对美国在阿富汗的空中行动发布新的限制，禁止所有航空飞机在阿富汗领空26,000英尺以下飞行，除非进出喀布尔，理由是「极端主义/武装活动构成的风险」。
8月15日，在喀布尔国际机场发生零星枪战后，除了军事航班外，所有商业航班暂停。
8月16日，阿富汗民航局（ACAA）宣布，任何通过阿富汗领空的航班，将不再受到地面引导，喀布尔机场的民用功能已经关闭，其领空只向军方开放，直至另行通知，并建议各国航空公司避开其空中走廊。这促使多国主要航空公司暂停或避开阿富汗航线。
2021年8月18日，FAA发布声明表示，国内航空公司和民用飞行员可以在美国国防部事先批准的情况下飞往喀布尔进行疏散或救援飞行。若未经事先批准，美国航空公司不能飞越阿富汗领空或飞往喀布尔的国际机场。
欧盟航空安全局 (EASA) 同日列出前往阿富汗的一些风险，包括没有可用的空域控制、塔利班部队可能会接触到部队撤退时留下的飞机和武器系统、机场的安全设施很糟糕或者根本不能用，建议商业航空不要在喀布尔和阿富汗领空进行飞行，直至另行通知。不过一些德国航空公司并没有完全停止在阿富汗的商业航班。德国航空队也是仅次于美国的2大阿富汗军事特遣队。
2021年8月22日，美国国防部启动民用后备航空队（CRAF）计划的第一阶段，要求美国航空公司提供航班，从8月23日开始在阿富汗以外的地区参与运送撤出人员。

#### 民航措施
2021年8月20日，巴基斯坦国际航空（PIA）恢复飞往喀布尔的航班，以疏散滞留在阿富汗的巴基斯坦人和外国公民。
2021年8月22日，美國航空、亞特拉斯航空、達美航空、西南航空，全能國際航空、夏威夷航空和聯合航空响应美国国防部启动民用后备航空队（CRAF）计划的要求，总共提供18架商用飞机，参与阿富汗撤侨行动。

#### 枢纽机场
因飞行与燃料效率的问题，巴林、丹麦、德国、義大利、哈萨克斯坦、科威特、约旦、卡塔尔、塔吉克斯坦、土耳其、阿联酋、英国、巴基斯坦和乌兹别克斯坦分別为各国的撤侨行动提供了本国民航或军事机场，允许从阿富汗撤离的人通过其领土到达安全地带，在阿富汗撤离的行动中发挥了重要作用。

### 难民安置
随着塔利班占领阿富汗，更多的阿富汗人的生命受到越来越大的威胁，包括为外国提供协助的工作人员，女性领袖、人权捍卫者、记者、受迫害的宗教少数群体和男女同性恋社区的成员，多国政府面临越来越多的呼吁，要求为阿富汗难民提供特殊的人道主义收容。
加拿大率先表示计划接收20,000名阿富汗难民。美国国防部宣布计划安置多达30,000名阿富汗难民在美国定居。作为「美国持久承诺」（Enduring US Commitment）的一部分，美国国土安全部部长亚历杭德罗·马约尔卡斯后续宣布将接纳超过50,000名撤离的阿富汗人。英国宣布在一项为期五年的计划中，重新安置20,000名阿富汗难民在英国定居，其中优先考虑妇女、儿童和宗教少数群体。墨西哥外交部长马塞洛·埃布拉德在推特上宣布，墨西哥驻伊朗大使已开始处理阿富汗公民，尤其是妇女和女孩的难民申请。澳大利亚在提供13,750份人道主义的年度计划中，宣布将3,000名人道主义名额分配给阿富汗难民。
16个国家响应美国要求，同意为阿富汗难民设置临时避难所。其中阿尔巴尼亚、科索沃和北馬其頓表示愿意设立临时避难所收容逃离塔利班的阿富汗人，是欧洲地区率先同意的国家。乌干达应美国要求，同意设置临时避难所，收容2,000名阿富汗难民。阿拉伯联合酋长国应美国要求，同意设置临时避难所，收容5,000名阿富汗难民。科威特与美国达成协议，同意暂时安置5,000名阿富汗难民。西班牙与美国达成的协议，同意在西班牙南部使用的两个军事基地暂时收容4,000名阿富汗人。巴基斯坦应美国要求，同意接收4000名阿富汗撤离人员。哥伦比亚、哥斯达黎加、智利、卡塔尔、卢旺达、乌克兰也同意暂时安置从阿富汗逃离的难民，以等待进入美国的批准。

### 防止COVID-19措施
美国对阿富汗实施全面的人道主义豁免，撤离人员无需获得COVID-19阴性结果亦可出行。捷克对撤离阿富汗的人进行隔离，并针对COVID-19进行疫苗接种。土耳其对阿富汗撤离的人进行10天隔离期，并实施强制性测试和疫苗要求。法国对撤离阿富汗的人进行10天隔离期，并提供Covid-19疫苗给没有接种的人。

## 各国撤离行动
美国与北约盟军在8月的一次同盟会议上，多数意见认为喀布尔要到9月才会沦陷，但阿富汗政府军队的瓦解速度比各方的预料中要快。

### 大使馆撤离
8月15日，塔利班武装士兵在阿富汗首都散布开来和进入喀布尔总统府后，美国大使馆暂停运作，大使馆工作人员开始销毁重要文件，并将美国国旗降下。美国大使馆同日发布警告，要求美国公民就地避难，不要试图前往机场。美军直升机当日降落在美国大使馆的大院，将外交人员带到喀布尔国际机场的新哨站。
8月15日，韓國外交部宣布驻阿富汗大使馆暂时关闭，大部分使馆工作人员搭乘美军飞机撤离到中东的另一个国家。韩国驻阿大使崔泰浩与三名大使馆工作人员仍留在阿富汗，以协助一名自愿留下帮助阿富汗人的韩国公民离开和完成关闭大使馆的必要步骤，包括销毁和归档重要文件，于17日才离开阿富汗。崔泰浩直到8月18日在卡塔尔多哈与韩国外交部和新闻界进行了影片采访，他解释大使馆撤离的情况时，他能带上直升机撤离的只有一个包，几乎装不下必需品，就连西装也来不及带走。
8月15日，德国驻喀布尔大使馆宣布关闭，其大使馆核心团队转移至喀布尔机场的军事安全区，以保持大使馆的撤侨工作。德國外交部同日开启撤侨工作，在乌兹别克斯坦首都塔什干设立一个从喀布尔出发后中途停留的枢纽。首批德国大使馆的40名员工，包括4名瑞士驻阿富汗代表处的人员，在夜晚乘坐美国飞机离开阿富汗前往卡塔尔多哈。
8月16日，印度驻喀布尔大使馆按照标准程序销毁所有敏感文件，并安排展开撤侨行动。印度驻喀布尔大使馆分成两大批进行运输，第一批是在夜里把所有人都带到机场，在喀布尔机场暂停运营之前从大使馆撤回了40人。但当日塔利班宣布实行了宵禁，禁止了第二批印度大使团到机场的行动。之后等待到8月17日凌晨夜晚，由14辆车辆组成的车队，运输包括印度驻阿富汗大使鲁德伦德拉·坦登、印度国民、记者、外交官、大使馆工作人员和安保人员约120人前往喀布尔机场乘搭印度空軍的C-17运输机直接返回印度。
8月16日，印尼外交部宣布，印尼驻阿富汗喀布尔大使馆展开撤侨，但保留一个有限的团队管理，印尼驻阿富汗大使阿里夫·拉赫曼（Arief Rachman）则因为新冠病情恶化，在喀布尔以外接受治疗。8月21日，印尼空軍经巴基斯坦伊斯兰堡撤回26名公民回国，另有5名菲律宾人和2名阿富汗公民。同时印尼外交部宣布将大使馆的业务暂时搬迁至巴基斯坦伊斯兰堡，以确保从阿富汗撤离的印尼公民。

### 阿富汗平民与各国公民撤离

#### 8月15日至8月20日：紧急撤离与混乱

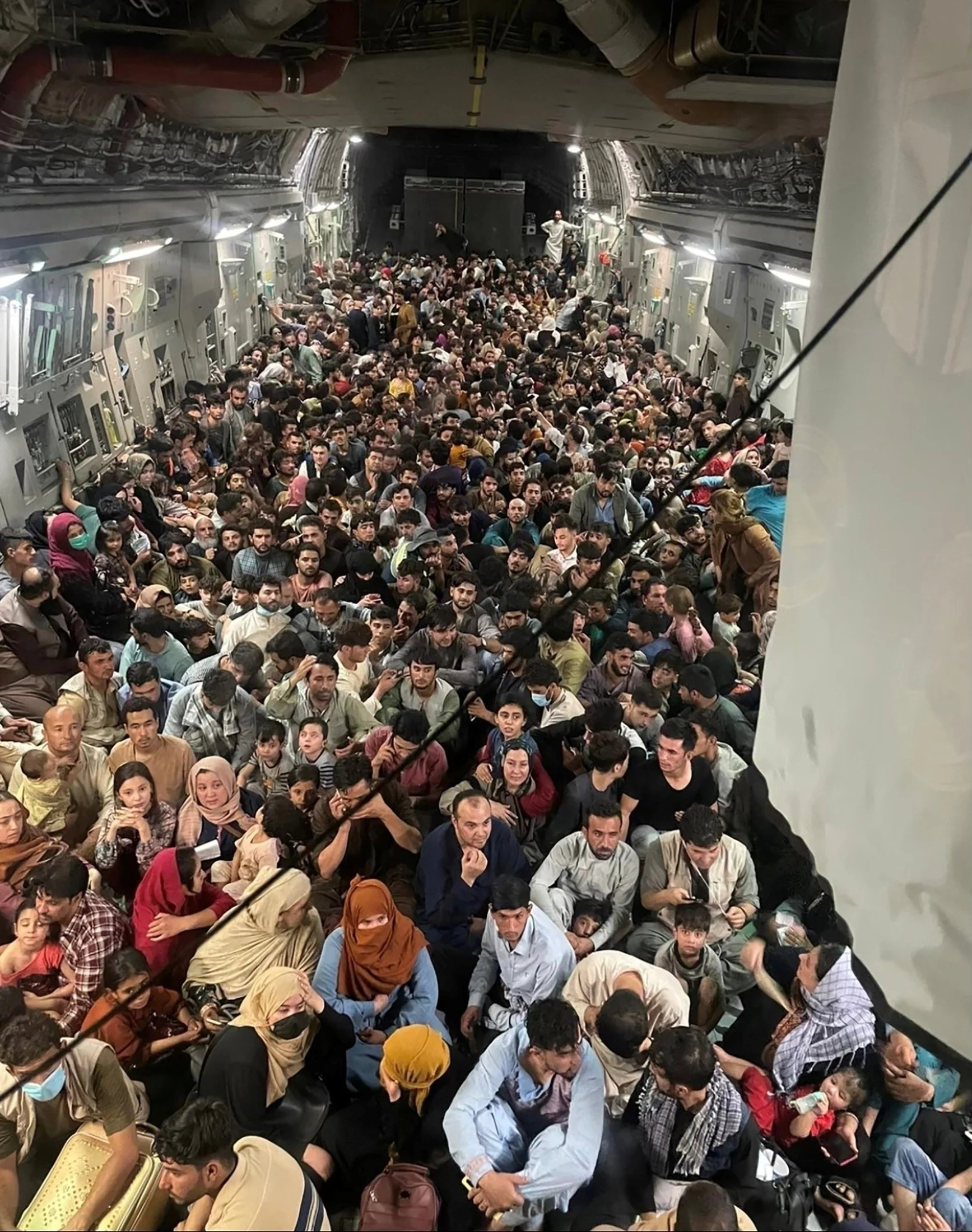
2021年8月15日，美国空军一架波音C-17环球霸王III从喀布尔国际机场安全运送了大约640名阿富汗公民，後來加入孩童後更改為823人，打破紀錄。

在8月15日阿富汗政權易主後，美国與北約成員繼續控制喀布爾機場飛地作為新集合點。由于大量阿富汗難民于8月15日湧入喀布爾機場试图逃离塔利班的统治造成混乱，导致机场停运，美国官员宣布有7名阿富汗平民在逃難潮中死亡。

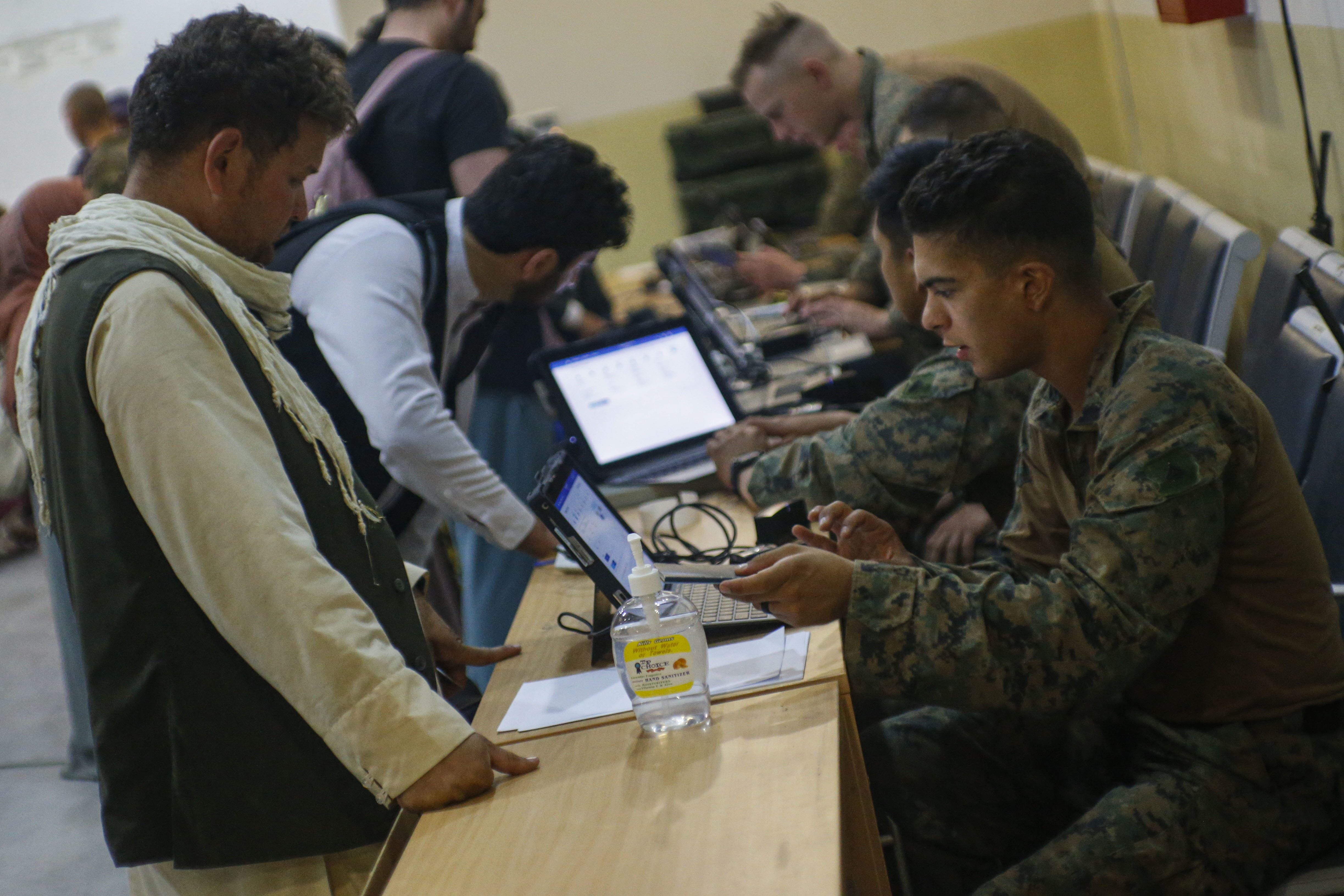
在阿富汗喀布尔国际机场撤离期间，一名被分配到第24海军陆战队远征部队的美国海军陆战队员在起飞前检查撤离人员

8月16日，喀布爾機場宣布恢复运作，不过商业航班暂停，军事航班上的疏散仍在继续，而塔利班也在机场附近设置警戒线，阻止人们进入喀布尔机场航站楼，并一直鸣枪示警，让人们远离该地区。数以千名希望逃离阿富汗人继续涌入喀布尔机场，美国军队对此鸣枪示警，当日有5人死亡。美国军方官员表示，美军至少击毙了两名武装人员，他们在机场安全警戒区接近美国人并挥舞武器，多名阿富汗人试图抓住即将离去的美国军用飞机的机身，造成數人從美軍飛機上摔下死亡，另有一名美军人员受伤。俄罗斯卫星通讯社援引事发机场留守的阿富汗安全部队人士的话称，美军为维持秩序而向人群开枪，致数人死亡。阿富汗传媒巨头、黎明新闻母公司莫比集团首席执行官萨阿德·穆赫辛尼发布的视频显示，现场枪声四起，还有机枪开火的声音，民众四散逃离。在机场内，现场有阿富汗人试图乘美军机逃离而堵塞跑道。由于无法控制失控人群，有美军驾驶武装直升机冲向人群为运输机开路。事件导致机场再次延误，不过几个小时后，机场恢复运作。
8月17日，塔利班允许平民从阿富汗撤离的「安全通行」，让他们加入由美国指挥的喀布爾機場的空运行动。由於機場周圍人滿為患，並需要開始展開接送，急忙撤僑的場面十分混亂。英国首相鲍里斯·约翰逊在英国议会上表示，英国已经撤回306名英国国民和2,052名阿富汗国民，另有2,000名阿富汗国民的难民申请已经完成。美国国务院表示将派遣前驻阿富汗大使约翰·巴斯（John Bass）管理喀布尔的撤离行动。美国五角大楼表示将派遣第82空降師指挥官、特种作战军官克里斯托弗·多诺霍 (Christopher Donohue)陆军少将，而及增至6,000名士兵负责指挥机场的安全行动。五角大楼发言人约翰·柯比透露，美国官员正与塔利班指挥官就避免机场冲突的问题进行交谈。同日，美国安全顾问杰克·苏利文承认，一些平民在试图到达喀布尔国际机场时遇到了塔利班的抵抗。
在不到24小时后，塔利班被指违反开放「安全通行」的协议，阻止希望撤离的民众接近机场。美国总统拜登在8月18日接受美国广播公司新闻的采访时表示，如果有必要撤离任何希望离开阿富汗的剩余美国公民，美国军队将在8月31日之后继续留在阿富汗。同日，澳大利亞總理斯科特·莫里森宣布，在首次撤侨行动中，一架澳大利亚皇家空军的C-130J超級大力神運輸機成功救出26人离开阿富汗，包括澳大利亚公民、持有签证的阿富汗国民和一名在国际机构工作的外国官员。但他也接到报告称，塔利班向人群开火迫使他们返回，包括一名前澳大利亚军队的阿富汗翻译员在试图通过喀布尔机场外的塔利班检查站时腿部中弹。一些阿富汗裔澳大利亚人报告称，当他们向塔利班武装分子出示文件并坚称有航班在等着他们时，他们遭到殴打、各种武器的袭击和鞭打。
8月19日，捷克总理安德烈·巴比什在布拉格举行的新闻发布会上宣布，捷克在阿富汗的撤侨工作已经结束，三架撤离飞机在3天内将195人带离喀布尔，其中170人是阿富汗国民。五角大楼表示，在过去五天里，美国已经通过货机将大约7,000人从阿富汗喀布尔撤离。而在过去24小时内，超过2000人被C-17飞机疏散，其中约300人是美国公民。西班牙派遣3架A400M军机在撤侨行动中，首批军机从喀布尔抵达马德里托雷洪空軍基地，成功撤回了48名阿富汗人和5名西班牙人。

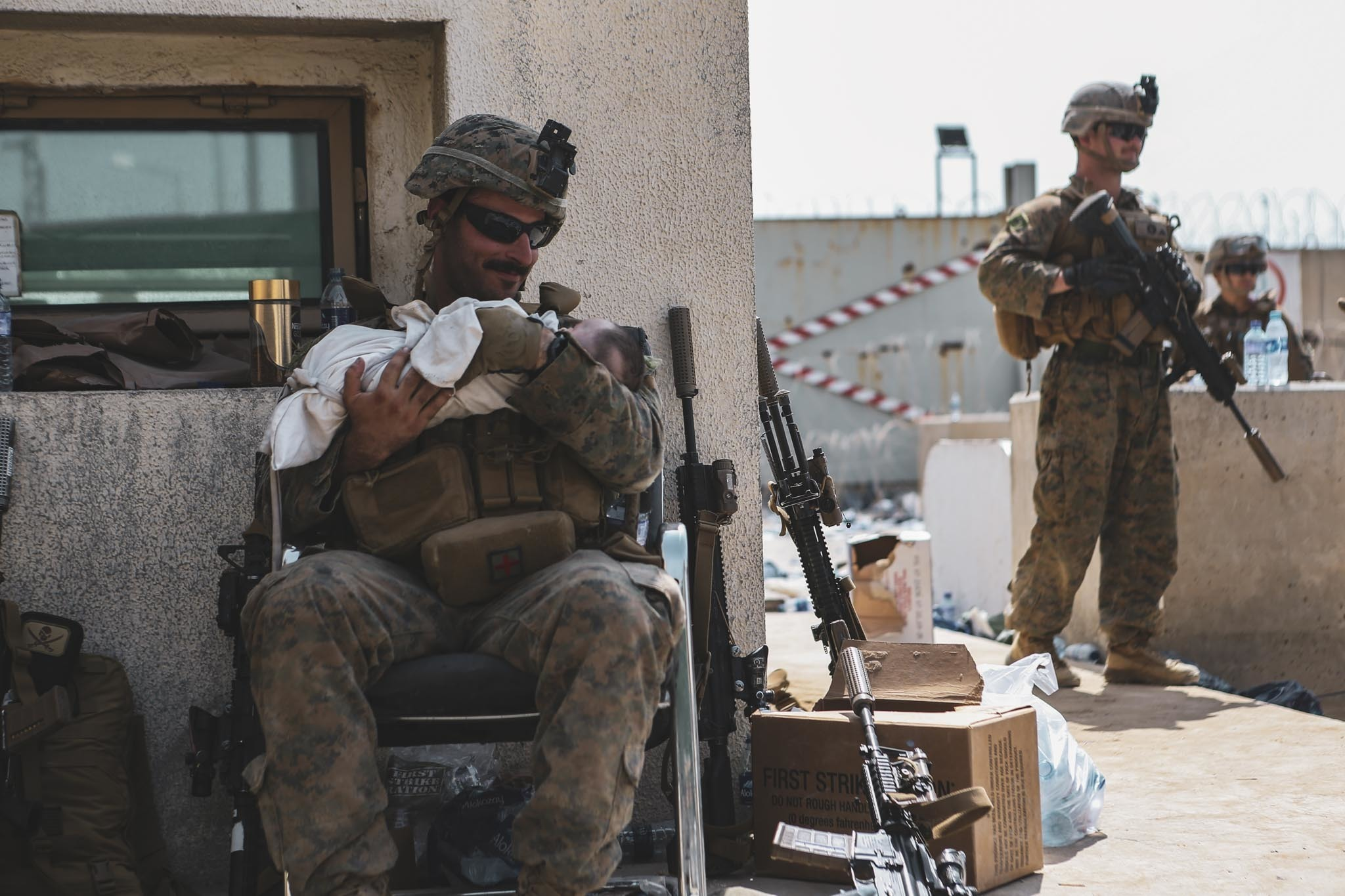
2021年8月20日，在喀布尔国际机场协助进行非战斗人员疏散期间，一名被分配到美国第24海军陆战队远征部队的海军陆战队员安抚一名婴儿

8月20日祈祷日，塔利班呼吁阿富汗人民团结，要求伊玛目说服人们不要离开阿富汗，但仍有数以万计没有任何文件或疏散许可的阿富汗人手持孩儿与财物聚集在机场外，加剧了混乱。同日，美国位于卡塔尔的乌代德空军基地人满为患，美军的撤离行动暂停了约7小时，当晚恢复运作。美国总统拜登表示，自8月14日以来，美军已经撤出大约13,000 人，仅在24小时内，美军就撤出了5,700 人。拜登也向全球各地的合作伙伴表示谢意，称他们在撤侨行动上的各个方面都发挥了重要作用，并称这是历史上规模最大、难度最大的空中撤离行动之一。德国外交部长海科·马斯表示，柏林已与华盛顿达成协议，暂时将撤离人员安置在美国在拉姆施泰因空军基地，同时拉姆施泰因也纳入撤侨行动增加联合运输能力，以缓解喀布尔与乌兹别克斯坦首都塔什干之间的空运。
美军当日也执行了一项援助行动，将喀布尔机场以外的169名美国公民撤离。五角大楼表示，在另一个国家通知美国指挥官有公民聚集在机场附近的男爵酒店（Baron Hotel）后，美军派遣三架CH-47直升机飞往机场南侧的酒店，将169名寻求撤离的美国公民带走。北约官员向路透社表示，自塔利班占领首都喀布尔以来，已有超过18,000人从喀布尔机场撤离，有12人在逃難潮中死亡。

#### 8月21日至8月25日：恐怖袭击风险提升
8月21日，美国官员表示，伊斯兰国（IS）对阿富汗美国人的潜在威胁迫使美国军方开发新方法将撤离人员送往喀布尔机场。美国驻喀布尔大使馆也发布一则新的安全警告，告知美国公民未经指示不要前往喀布尔机场。
同日，阿富汗当地记者声称，塔利班武装分子在喀布尔机场外绑架了一个约150名公民的撤离团队，其中许多是印度公民，引起骚动。塔利班发言人之一艾哈迈杜拉·瓦塞克（Ahmadullah Waseq）否认有关报道，称塔利班成员仅出现在喀布尔国际机场周围，不允许人们进入机场。印度政府声称在阿富汗的印度公民没有危险。Kabul Now新闻网站最初报道称，该组织被塔利班武装分子“绑架”，后来更新报道称所有人都已获释，正在返回喀布尔机场的路上。同日一组87名的印度团队登上印度空军的飞机撤离。随后印度空军的2架C-17运输机分别从喀布尔撤离了168名乘客（包括107名印度国民），另一组撤离了87名印度人和两名尼泊尔国民的航班经塔吉克斯坦首都杜尚别后于22日抵达德里。
8月22日，数以千计的阿富汗人继续湧入喀布爾機場，英国国防部宣布，因塔利班向空中开枪试图驱散人群所引发的踩踏和压伤事件，有7名阿富汗人在混乱中丧生。英国国防部发表声明称「当地的条件仍然极具挑战性，但我们正在尽一切努力，尽可能安全和稳妥地管理局势。我们对在喀布尔的人群中不幸死亡的七名阿富汗平民的家人表示诚挚的慰问」。北约官员向路透社表示，从8月15日以來至少有20人在试图乘搭飞机逃离阿富汗期间死亡，并告知北约部队与喀布尔机场外围地区保持着严格的距离，以防止与塔利班发生任何冲突。美国的撤离行动也因此宣布暂停，而来自伊斯兰国的新威胁迫使之后在喀布尔机场进行着陆的其他飞机在起飞时发射信号弹，试图混淆可能瞄准飞机的热寻导弹。塔利班将机场的混乱局势归咎于美国。同日，意大利国防部在一份声明表示，意大利空军已将211名阿富汗人送出喀布尔，使意大利从阿富汗安全撤离的人数达到约2,100 人。
8月23日，德國聯邦國防軍称，德军与美军参与了喀布尔机场北门处发生的一起袭击事件，一名前阿富汗军人在与不明袭击者的交火中丧生，在结束后，至少有6名受枪伤的阿富汗伤员被送往医院。德国驻喀布尔大使馆也发布一则新的安全警告，建议德国公民和阿富汗当地工作人员不要前往机场。美国白宮官员迈克·格温（Mike Gwin）当日宣布，从凌晨3:00到下午3:00，美国15架C-17运输机（载有约6,660名撤离人员）和34架联军飞机（载有4,300人），共从喀布尔撤离了约10,900人，自8月14日以来，美国从喀布尔撤出了48,000人。
8月24日，塔利班发表声明，要求所有外国撤离人员必须在8月31日前完成，并要求华盛顿停止敦促高技能的阿富汗人离开。美国总统拜登要求五角大楼对8月31日的撤离调整，并表示自8月14日以來，美国从阿富汗撤离了70,700人，并警告说因为伊斯兰国的威胁，停留更长时间会给盟军和平民带来严重风险。五角大楼发言人约翰·柯比表示，在过去24小时里，美军37架飞机将12,700人从阿富汗撤出，另有8,900 人乘坐盟军和合作伙伴的飞机离开。美国军方将撤离在喀布尔机场帮助美军的500至600名阿富汗突击队员和陆军士兵。美国情报官员警告，喀布尔机场的危险性日益增加，因为武装分子随时都可能对机场发动自杀式袭击。俄罗斯驻喀布尔大使馆当日发布一份声明，计划在9月时为在阿富汗学习的俄罗斯学生提供离开阿富汗的航班。同日，瑞士外交部长伊尼亚齐奥·卡西斯宣布，瑞士在阿富汗的撤离行动已经完成，共有292人被空运出境，另外约60人在喀布尔机场的安全地点等待撤离到邻国乌兹别克。
8月25日，俄罗斯启动大规模的撤侨行动。俄罗斯国防部发表声明，在总统普京的指示下，由国防部长兼陆军上将谢尔盖·绍伊古指挥部署的四架军用运输机，将集体安全条约组织成员国的500多名公民撤离。同日下午，韩国外交部表示，韩国军方派出3架运输机前往阿富汗等地，接收曾在韩国驻阿富汗使馆工作、帮助过韩国的阿富汗人及家属共391人进入韩国。
同日，美国、英国与澳大利亚发布安全警告，理由是存在高风险的恐怖袭击。美国驻喀布尔大使馆发布一则安全警报，以喀布尔机场外的安全威胁为由，建议美国公民避免前往机场。五角大楼表示，美国及其盟国在过去24小时内，通过90次航班撤离了19,000人，总人数达到88,000人。同日夜晚，英国外交、联邦和发展事务部发布声明警告，在喀布尔国际机场持续和高度的恐怖袭击威胁的情况下，促请英国公民离开机场。英国国防部在一份声明中表示，自8月13日执行皮艇行動以来，英国武装部队已从喀布尔撤离了11,474名包括阿富汗国民和盟国的撤离人员。澳大利亚外交部也在同日更新旅行建议，称阿富汗局势的恐怖袭击持续存在着非常高的威胁，敦促国民不要前往喀布尔国际机场，以转移到安全的地方等待进一步的建议。总理莫理森表示，澳大利亚国防军将继续进行撤侨行动，但情况正在恶化，并有1,200人乘坐6架澳大利亚航班和1架新西兰航班离开喀布尔，其中包括澳大利亚公民、阿富汗国民和其他国民，使澳大利亚撤离的总人数达到了4,000人。比利时当天的撤侨行动从格林威治标准时间1630分停止最后一班降落在伊斯兰堡的撤离航班。比利时首相亚历山大·德克罗之后解释说，因为白天的安全局势已经非常严重恶化，而且他们收到了迫在眉睫的自杀式炸弹袭击威胁的情报。比利时空军共在23轮飞行中从阿富汗撤离了1,400多人，其中包括300名儿童。荷兰外交部长和国防部长也表示，在接到美军呼吁离开喀布尔机场的要求后，荷兰将在26日停止从喀布尔撤离的航班。土耳其方面则宣布撤出其所有士兵。

#### 8月26日至29日：恐怖袭击与撤离停止

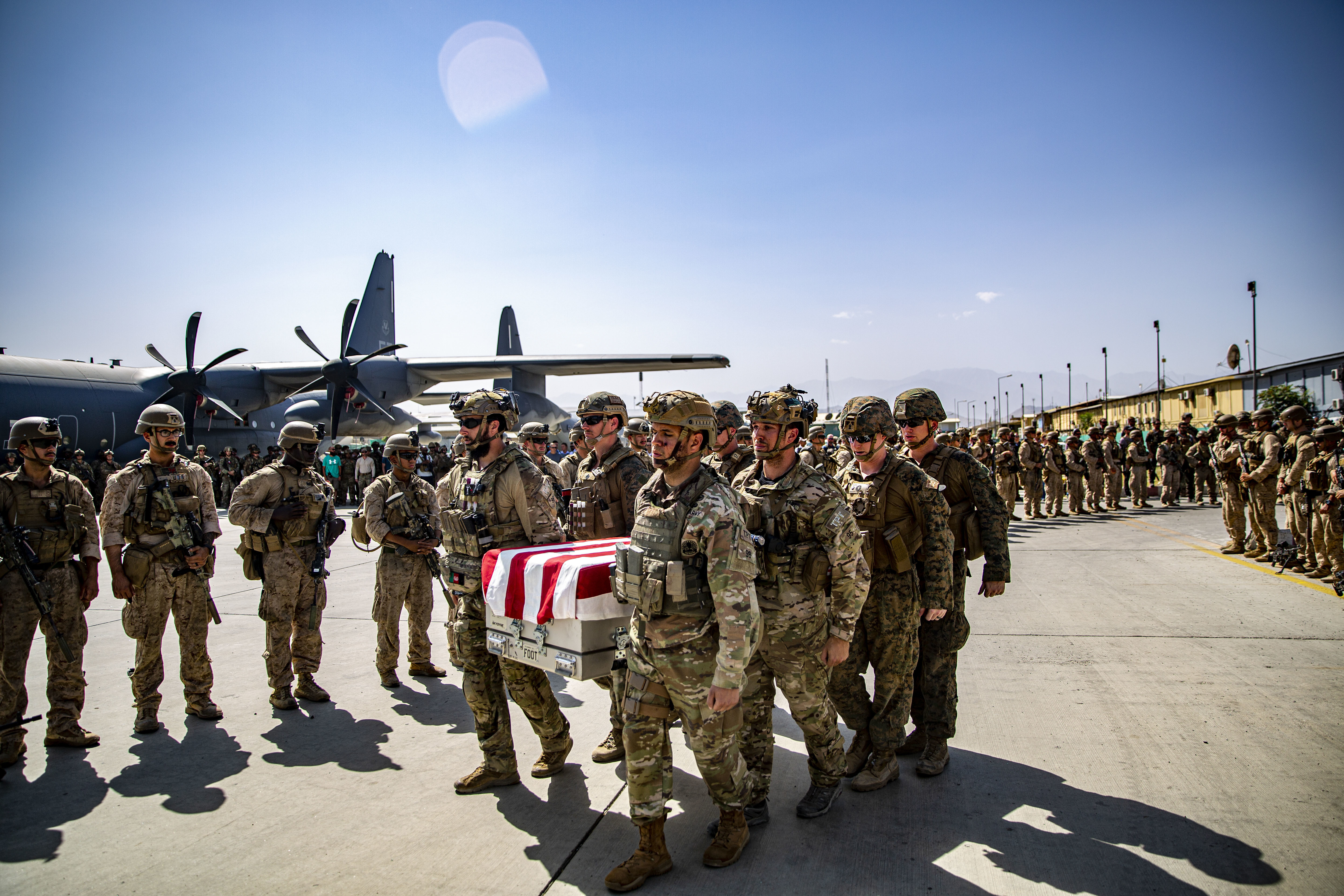
2021年8月27日，在喀布尔国际机场发生自杀式恐怖袭击后，美国部队护送在撤离行动中阵亡的军人遗体离开

8月26日，美国、澳大利亚和英国再次建议本国公民不要去机场。之后两名自杀式炸弹袭击者和枪手瞄准喀布尔机场附近聚集的人群并引爆两起炸药，伊斯兰国附属组织伊斯兰呼罗珊省之后声称对此恐袭事件负责。美国宣布恐袭导致13名美军死亡，18人受伤，阿富汗卫生部宣布至少有60多人死亡，140人受伤。五角大楼发言人约翰·柯比表示，第一次爆炸发生在喀布尔机场修道院门（Abbey Gate）附近，另一起发生在邻近的男爵酒店（Baron Hotel）附近。爆炸发生前，塔利班曾向聚集在机场门口的人发射水炮，试图驱散人群，塔利班发言人Zabihullah Mujahid否认机场即将发生袭击的可能。在袭击发生后，塔利班指出机场是由美军控制。
在发生恐袭后，撤离的航班仍在继续。美国中央司令部表示，在恐袭中受伤的美国军人乘坐配备医疗设备的C-17飞机从阿富汗撤离，大约5,400名美国军人依在协助喀布尔的撤离工作。美国白宫官员宣布，在过去24小时内，有7,500人从阿富汗撤离。其中约5,100人乘坐14次美国军用航班，2,400人乘坐39次盟军航班，使美国撤离人数达到100,000人以上。英国有大约1,000 名士兵协助撤离，英国国防部表示，在袭击发生后，喀布尔的政府和军事人员没有伤亡报告，英国在阿富汗的撤离工作将继续。意大利一名国防官员宣称，一架载有98名阿富汗平民的C-130运输机在从喀布尔起飞后几分钟就遭到了地面攻击。不过在情报人员确认情况后澄清，当时阿富汗士兵在机场附近驱散人群时向天开枪，没有针对意大利。意大利当日总共撤离了5,011人，包括4,890名阿富汗国民，其中包括1,301名妇女和1,453名儿童。
澳大利亚政府证实，在自杀性爆炸事件发生前，澳大利亚已经撤出了所有兵士与其他人员，并停止了阿富汗撤离的航班。总理斯科特·莫里森在谴责伊斯兰国分支的自杀式袭击时表示，澳大利亚已经撤离约4,100人，包括3,200多名持有澳大利亚签证的国民和阿富汗人民，其余为盟国人员。纽西兰政府声明，在自杀性爆炸袭击前，纽西兰在喀布尔机场的撤离工作已经完成。紐西蘭國防軍从阿富汗起飞了三趟航班，至少有276名纽西兰国民和其他签证持有者被撤离。德国决定停止其撤离航班，德国军方宣布已经撤出了5,347人，其中包括4,100多名阿富汗人，但德国外交部估计大约5,000人未撤出。加拿大军队宣布结束对阿富汗的撤离工作。加拿大國防參謀長韦恩·艾尔表示，加拿大已经撤离了约3,700名加拿大和阿富汗公民。爱尔兰宣布结束在阿富汗的撤离工作，外交部长西蒙·科文尼表示，在完成紧急领事任务后，已经撤出36名爱尔兰公民，但约有75人依被困在阿富汗。波兰总理马特乌斯·莫拉维茨基宣布，波兰已在喀布尔和华沙之间进行了44次航班，从阿富汗撤离了937名，其中包括约300名妇女和300名儿童。匈牙利国防部长蒂博尔·本科宣布，在空运了匈牙利、奥地利、阿富汗和美国国民在内的540人后，匈牙利已经结束了在阿富汗的撤离工作。
8月28日至29日，法国和英国相继宣布完成了从喀布尔机场的撤离行动。其中英国从阿富汗撤走了近1.5万人，撤离人员包括英国公民、阿富汗籍工作人员等。美国总统拜登在宣布向造成13名美国军人和多达170名平民的死亡事件伊斯兰国的发动无人机空袭中，成功歼灭两名伊斯兰国目标时发布警告，当地指挥官告诉他很有可能在接下来的24到36小时内发生另一次袭击。美国大使馆发布新警告，要求所有美国人完全避开机场区域。五角大楼发言人约翰柯比表示，在过去24小时内有6,800人从阿富汗撤离，使撤离的美国公民和阿富汗盟友总数超过117,000人。另在一些部队的撤离下，美军在喀布尔机场剩下不到4,000名士兵，低于撤离任务高峰时的5,800人。
8月29日清晨时分，喀布尔国际机场附近居民区遭火箭弹袭击，造成6名平民死亡。美国国防官员向路透社透露，美国导弹防御系统至少拦截了其中5枚火箭弹，认为该袭击由伊斯兰国附属组织伊斯兰呼罗珊省发动。

#### 撤離結束
8月30日，美国国防部宣布美国完成从阿富汗的撤军行动。同時阿富汗塔利班发言人穆贾希德在社交媒体上也承認當天晚上9点最后一批美军离开喀布尔机场，塔利班正式接管喀布爾機場。
9月2日，美国国防部长劳埃德·奥斯汀在关于美国历史上最大规模的平民空中撤离结束的简报会上表示，美国已从阿富汗撤离了大约6,000名美国公民和超过124,000名平民。

## 争议事件
2021年8月18日，5名乘坐法国A400M飞机撤离阿富汗的难民在24日抵达法国首都巴黎的戴高乐机场，此後其中1名被拘捕，其它4名受到法国内部情报总局（DGSI）的监视，理由是违反法国内政部的行政控制和监视的个人措施。内政部长热拉尔德·达尔马宁在接受法国新闻广播电台的采访时保证，逮捕此人是因为他离开了法国情报总局划定的范围几分钟，与法国情报部门的任何缺失无关。他解释该名阿富汗难民是阿富汗大使馆的随行人员之一，后者曾加入武装团体，然而后者在撤离大使馆期间帮助疏散了法国人。8月25日，巴黎检察官解除该名阿富汗难民的拘禁后带到法庭，他被判处十个月缓刑。
8月24日，乌克兰外交部副部长叶夫根尼·叶宁评论乌克兰3架飞机从阿富汗撤侨的行动细节时告诉乌克兰公共电台：「我们的飞机上周日（8月15日）被其他人劫持。周二（8月17日），我们的飞机实际上被盗了——它带着一群不明乘客飞往伊朗，而不是搭载乌克兰人。我们接下来的三次疏散公民的尝试也没有成功，因为我们的乘客无法进入机场」。据乌克兰网站strana.ua报导，指这架飞机实际上是一些富有的阿富汗难民「借用」逃往伊朗的，机上乘搭「什叶派阿扎里」（Shiite kazhari）的人，他们用各种货币、黄金和宝石支付「非法」飞行。乌克兰外交部发言人否认了这些报道，奥列格·尼科连科（Oleg Nikolenko）告诉RBC乌克兰通讯社：「在喀布尔或其他地方没有被俘的乌克兰飞机。一些媒体传播的关于‘被俘飞机’的信息是不真实的」。俄罗斯俄通社-塔斯社随后报导这项消息，称乌克兰外交部副部长叶夫根尼·叶宁宣称「有不明身份的武装劫机者」控制了一架乌克兰飞机，并在抵达阿富汗以撤离乌克兰人后飞往伊朗，但乌克兰否认了。伊朗民航局此后否认了这一报道，称这架飞机实际上是在伊朗东北部城市马什哈德加油，然后飞往基辅。在此信息发布后，strana.ua网站被乌克兰当局关闭。乌克兰外交部长德米特里·库列巴之后在8月26日的简报会上表示：「组织从阿富汗撤离是乌克兰遇到过的最困难的行动，因为在喀布尔机场的危险局势和动态提升了。我们的飞机受到威胁，但我们都解决了这些问题。本应载有乌克兰公民和外国公民的飞机都没有被俘虏或受到任何人控制」。8月28日，乌克兰外交部宣布，从阿富汗撤离的约360人乘坐三架飞机已经抵达乌克兰，其中约有80名乌克兰公民。
2021年8月26日，喀布爾機場發生自殺式爆炸襲擊案，造成180人死亡，恐怖組織「伊斯蘭國」分支「伊斯蘭國呼羅珊省」（ISIS-K）承認襲擊。不過事後有媒體發現，部分死偒是被美軍士兵在慌亂下開槍所致；而美軍也在爆炸發生後，封鎖了機場附近道路，造成部分傷員因無法得到及時救治而死亡。。

## 轶事
2021年8月21日，一架美国C-17飞机从卡塔尔飞往德国拉姆施泰因空军基地的撤离航班上，美军协助一名阿富汗母亲在飞机上接生一名女婴。美国空军机动司令部22日在推特上发布了分娩细节，称这位母亲在飞机降落前已经分娩并开始出现并发症。之后C-17飞机的机长决定降低高度以增加飞机内的气压，这有助于稳定并挽救母亲的生命。在飞机降落后，美国空军第86医疗队的医务人员立即将母女转送至邻近医院照料。美国欧洲司令部司令兼北约驻欧洲最高盟军司令托德·D·沃尔特斯于8月25日在五角大楼与记者的简报会上表示，该名女婴是第1位在飞机上出世的婴儿，在与婴儿的父母进行进一步交谈后，他们决定从C-17飞机的代号「Reach 828」中，为该名小女孩起名为「Reach」。沃尔特斯透露，其实在该名女婴之前，至少还有两个婴儿出世。然而，他们是在降落德国拉姆施泰因军事基地后，在医疗中心出世。沃尔特斯对记者表示：「我的梦想是看着那个名叫Reach的小孩长大后成为美国公民并在我们的空军中驾驶美国空军战斗机。」
2021年8月28日，土耳其航空公司在离开迪拜前往伯明翰的航班上，一名阿富汗妇女在机组人员的帮助下诞下一名女婴。土耳其航空公司表示，在格林威治标准时间凌晨1:00分，一名26岁的阿富汗妇女Soman Noori在科威特领空10,000米（32,808 英尺）的高度上开始分娩。在该名怀孕的阿富汗妇女告诉机组人员她的阵痛后，机组人员询问机上是否有医生，但由于没有医生在场，机组人员根据他们的训练协助妇女接生。而作为预防措施，在科威特短暂降落后，该飞机与婴儿及其家人继续飞往目的地。土耳其航空公司的机组人员为刚出生的女婴命名为「Havva」，是第2位从阿富汗撤离航班上诞生的婴儿。

## 飞行条件
在阿富汗进行空中轮换存有艰难的条件。一名从喀布尔返回布拉格的捷克军事飞行员于8月19日对此描述，喀布尔机场没有真正的空中交通管制，其临时空中交通管制系统几乎听不到声音，决定权留给了机组人员，管制员只是提供信息，每个信息都标有“风险自负”，喀布尔机场也沒有燃油供应，他们只能在巴库把油箱装满后才能继续飞行。